# NGC 6767
NGC 6767 — двойная звезда в созвездии Лира.
Этот объект входит в число перечисленных в оригинальной редакции «Нового общего каталога».